# Liarea ornata
Liarea ornata är en snäckart som beskrevs av Powell 1954. Liarea ornata ingår i släktet Liarea och familjen Pupinidae. Inga underarter finns listade i Catalogue of Life.